# Mariko Tsutsui
Mariko Tsutsui (筒井 真理子, Tsutsui Mariko), née le 13 octobre 1960 à Kōfu (préfecture de Yamanashi), au Japon, est une actrice japonaise.

## Filmographie

### Années 1990
- 1994 : Otoko tomodachi : Eriko
- 1995 : Hôbiki no Tatsu torimonochô
- 1996 : Meitantei Akechi Kogorô 3 : Ankokusei
- 1998 : Kataoka Tsurutarô no Kindaichi Kôsuke shirîzu : Joôbachi

### Années 2000
- 2001 : Roketto Bôi
- 2002 : Yomigaeri
- 2003 : Dokushin3!!
- 2003 : Kasai Chôsakan Kurenai Renjirô 1
- 2003 : Kasai Chôsakan Kurenai Renjirô 2
- 2003 : La Mort en ligne de Takashi Miike : Marie Mizunuma
- 2004 : Akai reikyûsha 19 : Mishiranu shotai kyaku
- 2004 : Dr. Koishi no jiken carte 1
- 2004 : Koi no mon
- 2004 : Mask de 41 : Kyoko kuramochi
- 2004 : Otôsan no backdrop : Baba
- 2004 : Rikon bengoshi
- 2005 : Aishiteyo
- 2005 : Fukigen na jiin
- 2005 : Kyumei byoto 24 ji
- 2005 : Oto no nai aozora
- 2005 : Teisô mondô
- 2006 : Chekeraccho!! : Keiko Haebaru
- 2006 : Tsuyoki ari
- 2007 : Byakkotai
- 2007 : Densen Uta de Masato Harada : la mère de Kana
- 2007 : Quiet room ni yôkoso : Kinbara
- 2007 : Zeimu Chôsakan Madogiwa Tarô no Jikenbo 15
- 2008 : Achille et la Tortue  de Takeshi Kitano : Haru Kuramochi
- 2008 : Chesuto! : Kazuyo Murota
- 2008 : Dansou no reijin
- 2008 : Dive!!  de Eto Mori (série tv)
- 2008 : Hana zakari no kimi tachi e : Ikemen paradaisu
- 2008 : Keishichô sôsa ikka satsujin jiken : Keiji no shômei
- 2008 : Rokumeikan
- 2009 : Rasshu raifu

### Années 2010
- 2010 : Hito no sabaku : Minori
- 2010 : Kazoku X
- 2011 : Omiyasan
- 2011 : Ore no Sora : Keiji-hen
- 2011 : Paper Flower
- 2012 : Ganriki : Keibuho Kijima Yaichi 2
- 2012 : Kazoku kashimasu
- 2012 : Kekkon Shinai (série tv)
- 2012 : Naniwa shônen tanteidan
- 2012 : Nishimura Kyôtarô toraberu misuterî : Yamagata Shinkansen Tsubasa 129 gô no onna
- 2012 : The Land of Hope  de Sion Sono : Meiko Suzuki
- 2012 : The Little Maestro
- 2012 : Toshi densetsu no onna
- 2013 : Kasuteira
- 2013 : Kodoku no gurume
- 2013 : Minna !Esupâ dayo !
- 2013 : Misu pairotto
- 2013 : Rûmumeito : Mère de Harumi
- 2013 : Tantei wa bar ni iru 2 : Susukino daikousaten
- 2013 : Tenmasan ga yuku
- 2013 : The Last Cinderella
- 2013 : Tokyo Bandwagon
- 2014 : Hanako to An
- 2014 : Kaseifu wa mita !
- 2014 : Sakura : Jiken wo kiku onna
- 2014 : Seijo
- 2014 : Yuube no karê, ashita no pan
- 2015 : Dakara Kôya
- 2015 : Eiga : minna !Esupâ da yo ! : Ritsuko
- 2015 : Ichiro
- 2015 : Kagura me
- 2015 : Kazoku gokko
- 2015 : Risk No Kamisama
- 2016 : Antiporno : Noriko
- 2016 : Harmonium de Kōji Fukada : Akié
- 2016 : Madly, segment "Love of Love" : Eiko, la mère
- 2017 : 1,000,000 yen no Onnatachi
- 2017 : Deadstock : Michi e no chôsen
- 2017 : Fuji Family
- 2017 : Karada o uttara sayounara
- 2017 : Keiji Shichinin
- 2017 : Keishichô sôsa ikka kyû gakari
- 2017 : Megami Sama
- 2017 : Ueta raion
- 2018 : Jam
- 2018 : Kasane de Yuichi Sato :
- 2018 : Kazokuiro : Yukie Kusunoki
- 2018 : Namae
- 2018 : What Is Love? : la mère de Yocko-Chan
- 2019 : Lost Girls and Love Hotels
- 2019 : Samurai marason : Kiyo Fukumoto
- 2019 : L'Infirmière de Kōji Fukada : Ichiko

### Années 2020
- 2023 : Le Jardin zen de Naoko Ogigami : Yoriko Sudo
- 2023 : Last Shadow at First Light de Nicole Midori Woodford : Satomi

## Récompenses et distinctions
- 2017 : Prix du film Mainichi de la meilleure actrice pour Harmonium (2016)